# Diastella thymelaeoides
Diastella thymelaeoides är en tvåhjärtbladig växtart. Diastella thymelaeoides ingår i släktet Diastella och familjen Proteaceae.

## Underarter
Arten delas in i följande underarter:
- D. t. meridiana
- D. t. thymelaeoides